# Филареты
«Филаре́ты» (пол. Filareci, Zgromadzenie Filaretów, от греч. φιλάρετος «любящий добродетель») — тайное патриотическое объединение студентов Виленского университета, действовавшее в 1820—1823 годах.
Основано филоматами как одна из дочерних организаций. Имело целью взаимопомощь и самосовершенствование. Председателем общества филаретов был Томаш Зан, один из основателей и руководителей общества филоматов. Одним из кружков филаретов руководил Ян Чечот.
Общество состояло из четырёх секций — физиков и математиков, юристов, литераторов, медиков. Секции делились на кружки, носившие названия цветов радуги. Собрания секций проходили дважды в месяц.
Новых членов принимали в общество только по рекомендациям его членов. Численность общества достигала 176 человек. Деятельность общества была пресечена массовыми арестами студентов в 1823 году по делу филоматов.

## Главные члены общества
Главные члены общества: Томаш Зан, Ян Чечот, Франтишек Иероним Малевский, Эдвард Масальский, Адам Мицкевич, Александр Ходзько, Игнаций Домейко, Антоний Эдвард Одынец.